# Ságújfalu
Ságújfalu es un pueblo ubicado en el condado de Nógrád, Hungría.

## Superficie
Posee una superficie de 12,03 kilómetros cuadrados.

## Demografía
Hasta 2021 la población era de 972 habitantes, con una densidad de población de 80,79 habitantes por kilómetro cuadrado.